# Thiéfosse
Thiéfosse  est une commune du nord-est de la France, dans le département des Vosges et le canton de Saulxures-sur-Moselotte. Elle fait partie de la Communauté de communes des Hautes Vosges.
Ses habitants sont appelés les Kédales .

## Géographie

### Localisation
La commune est située 6 km en aval de Saulxures dont elle partage l'adresse postale, à 41 km d'Épinal et 18 km de La Bresse.
Le village occupe une position très groupée au centre de la vallée et la forêt couvre 290 hectares. Les altitudes varient de 419 à 890 m. Il n'est pas aisé de rejoindre directement la vallée voisine de la Haute Moselle : le col de Xiard (786 m) n'est pas carrossable.
Près de ce col se trouvent des tourbières bien préservées car peu fréquentées. L'adret, moins pentu, arrosé par le ruisseau du Droit, a accueilli quelques fermes ; on peut rejoindre Basse-sur-le-Rupt par le col de la Burotte (791 m). D'autres fermes se sont implantées à l'ubac, le long du ruisseau de l'Envers.
C'est l'une des 201 communes réparties sur quatre départements : les Vosges, le Haut-Rhin, le Territoire de Belfort et la Haute-Saône du parc naturel régional des Ballons des Vosges.

### Communes limitrophes

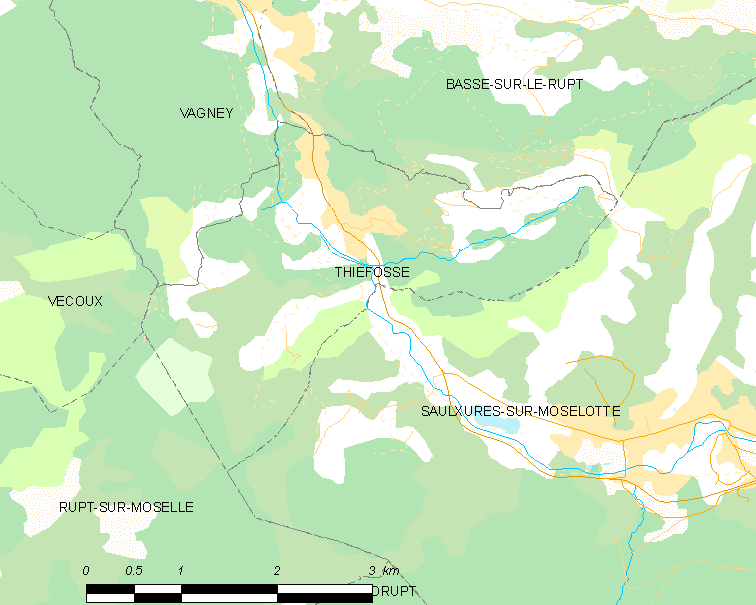
Carte de la commune de Thiéfosse et des proches communes.

| Vagney           |           | Basse-sur-le-Rupt       |
| Vecoux           | Thiéfosse | Saulxures-sur-Moselotte |
| Rupt-sur-Moselle |           | Saulxures-sur-Moselotte |

### Géologie et relief
Hydrogéologie et climatologie : Système d’information pour la gestion des eaux souterraines du bassin Rhin-Meuse :
Territoire communal : Occupation du sol (Corinne Land Cover); Cours d'eau (BD Carthage),
Géologie : Carte géologique; Coupes géologiques et techniques,
 Hydrogéologie : Masses d'eau souterraine; BD Lisa; Cartes piézométriques.

### Sismicité
Commune située dans une zone 3 de sismicité modérée.

### Hydrographie et eaux souterraines
La commune est située dans le bassin versant du Rhin au sein du bassin Rhin-Meuse. Elle est drainée par la Moselotte, le ruisseau des Charmes et le ruisseau du Droit de Thiefosse,.
La Moselotte prend sa source sur la commune de La Bresse, à 1 280 mètres d’altitude, entre Hohneck (1 363 mètres) et Kastelberg (1 350 mètres), à proximité des sources de la Vologne et de la Meurthe et de la Crête supérieure des Vosges. Elle se jette dans la Moselle au niveau de la commune de Saint-Étienne-lès-Remiremont.
La qualité des cours d’eau peut être consultée sur un site dédié géré par les agences de l’eau et l’Agence française pour la biodiversité.

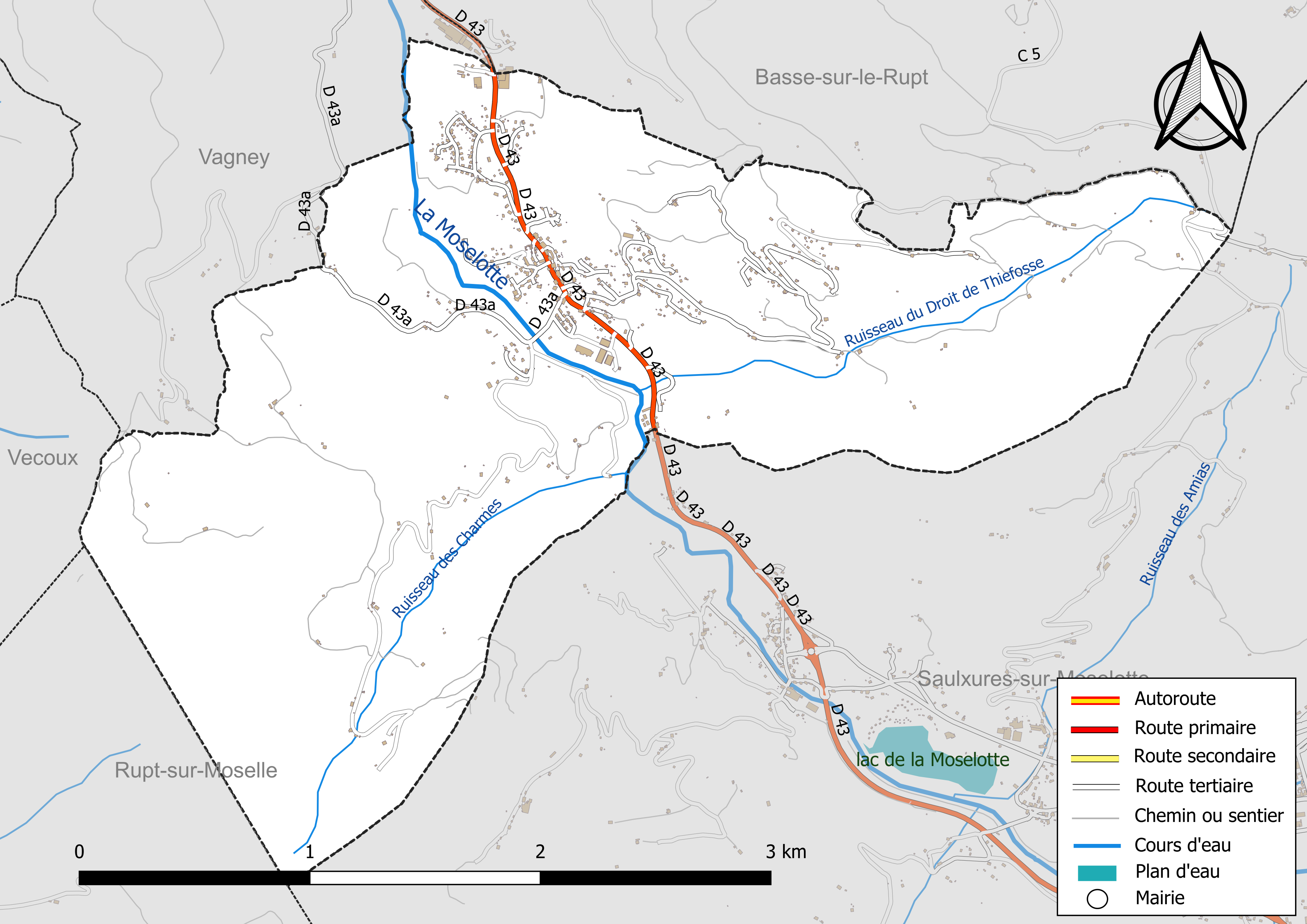
Réseaux hydrographique et routier de Thiéfosse.

### Climat
Pour des articles plus généraux, voir Climat du Grand Est et Climat des Vosges.
En 2010, le climat de la commune est de type climat de montagne, selon une étude du Centre national de la recherche scientifique s'appuyant sur une série de données couvrant la période 1971-2000. En 2020, Météo-France publie une typologie des climats de la France métropolitaine dans laquelle la commune est exposée à un climat semi-continental et est dans la région climatique  Vosges, caractérisée par une pluviométrie très élevée (1 500 à 2 000 mm/an) en toutes saisons et un hiver rude (moins de 1 °C). 
Pour la période 1971-2000, la température annuelle moyenne est de 9,5 °C, avec une amplitude thermique annuelle de 17 °C. Le cumul annuel moyen de précipitations est de 1 767 mm, avec 14,3 jours de précipitations en janvier et 11,3 jours en juillet. Pour la période 1991-2020, la température moyenne annuelle observée sur la station météorologique de Météo-France la plus proche, « Basse-s-l-rupt », sur la commune de Basse-sur-le-Rupt à 3 km à vol d'oiseau, est de 10,7 °C et le cumul annuel moyen de précipitations est de 1 551,6 mm. 
La température maximale relevée sur cette station est de 39,3 °C, atteinte le 25 juillet 2019 ; la température minimale est de −18,1 °C, atteinte le 1er mars 2005,,. 
Les paramètres climatiques de la commune ont été estimés pour le milieu du siècle (2041-2070) selon différents scénarios d'émission de gaz à effet de serre à partir des nouvelles projections climatiques de référence DRIAS-2020. Ils sont consultables sur un site dédié publié par Météo-France en novembre 2022.

## Urbanisme

### Typologie
Au 1er janvier 2024, Thiéfosse est catégorisée commune rurale à habitat dispersé, selon la nouvelle grille communale de densité à sept niveaux définie par l'Insee en 2022.
Elle appartient à l'unité urbaine de Vagney, une agglomération intra-départementale regroupant dix  communes, dont elle est une commune de la banlieue,,. La commune est en outre hors attraction des villes,.

### Occupation des sols
L'occupation des sols de la commune, telle qu'elle ressort de la base de données européenne d’occupation biophysique des sols Corine Land Cover (CLC), est marquée par l'importance des forêts et milieux semi-naturels (69,3 % en 2018), une proportion sensiblement équivalente à celle de 1990 (69,6 %). La répartition détaillée en 2018 est la suivante : 
forêts (66,4 %), prairies (24,6 %), zones urbanisées (6,1 %), milieux à végétation arbustive et/ou herbacée (2,9 %). L'évolution de l’occupation des sols de la commune et de ses infrastructures peut être observée sur les différentes représentations cartographiques du territoire : la carte de Cassini (XVIIIe siècle), la carte d'état-major (1820-1866) et les cartes ou photos aériennes de l'IGN pour la période actuelle (1950 à aujourd'hui).

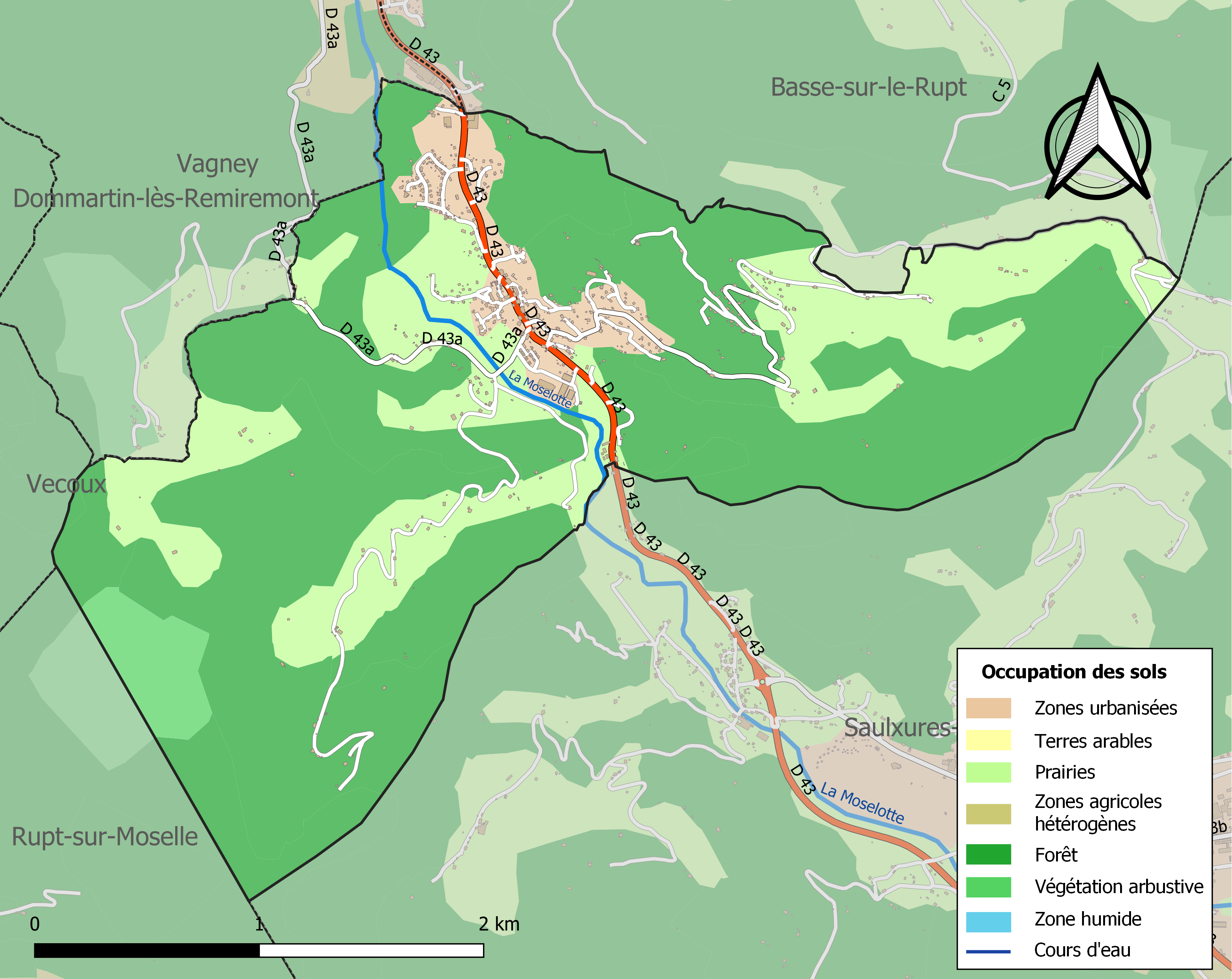
Carte des infrastructures et de l'occupation des sols de la commune en 2018 (CLC).

## Toponymie
Le nom de la localité est attesté sous les formes Tierfosse (1433) ; Theiffosse (1515) ; Thiefosse (1569) ; Thiefousse (1593) ; Thiefot (1656) ; Thiefosse, du ban de Vagney…, y compris les Arrentez du même nom (1711) ; Tiefosse, Tiefossa (1768) ; Thieffosse (XVIIIe siècle).

Dans une charte de Gorze datée de 991, on trouve la mention, d’une villa que dicitur Geverardi fossa, la mention prouve que le nom commun fossa a pu, très tôt, désigner un lieu habité.
Thiéfosse est formé selon la syntaxe franque et tire son nom de l'aspect encaissé de la vallée de la Moselotte à cet endroit (fosse), le premier élément étant sans doute le nom de personne germanique Theotharius, selon la mention connue : Tierfosse de (1433)[réf. nécessaire].

## Histoire
A priori inhabitée avant le VIIe siècle, la haute vallée de la Moselotte était empruntée pour relier les monastères de Remiremont et de Munster. Petit à petit, des colonies se fixèrent sur ce trajet. En 1656, le village prend le nom de Thiefot.
C'est en 1701 que la localité, déjà peuplée de 500 habitants, obtint sa première chapelle qui dépendait du curé de Vagney. En 1795, l'évêque constitutionnel de Saint-Dié érigea la chapelle en église paroissiale et nomma un curé. Un clocher fut ajouté en 1820. L'agrandissement à la taille actuelle fut effectué entre 1851 et 1854.
À la Révolution, le village resta dans le ban de Vagney. Les habitants désireux de l'ériger en commune firent une pétition dès 1818 mais durent attendre une ordonnance du 12 juin 1835 pour que la commune soit créée.
Thiéfosse connut sa plus forte expansion à la fin du XIXe siècle grâce à l'implantation en 1820 d'une usine textile dont l'activité cessa début 2005.

## Politique et administration

### Découpage territorial
Par arrêté préfectoral du 15 septembre 2023, la commune est retirée le 1er janvier 2024 de l'arrondissement de Saint-Dié-des-Vosges et rattachée à l'arrondissement d'Épinal.

### Liste des maires
| Période                                  | Période                       | Identité                       | Étiquette | Qualité                           |
| ---------------------------------------- | ----------------------------- | ------------------------------ | --------- | --------------------------------- |
| Les données manquantes sont à compléter. |                               |                                |           |                                   |
|                                          |                               | Eugène Grandemange (1871-1947) |           | Cultivateur                       |
|                                          |                               |                                |           |                                   |
| mars 1983                                | juin 1995                     | Marcel Amet                    |           |                                   |
| juin 1995                                | 2003                          | François Brunner               |           | Démissionnaire en cours de mandat |
| octobre 2003                             | En cours (au 18 février 2015) | Stanislas Humbert              |           | Menuisier                         |

### Budget et fiscalité 2022
En 2022, le budget de la commune était constitué ainsi :
- total des produits de fonctionnement : 463 000 €, soit 783 € par habitant ;
- total des charges de fonctionnement : 398 000 €, soit 672 € par habitant ;
- total des ressources d'investissement : 453 000 €, soit 766 € par habitant ;
- total des emplois d'investissement : 341 000 €, soit 576 € par habitant ;
- endettement : 196 000 €, soit 332 € par habitant.

Avec les taux de fiscalité suivants :
- taxe d'habitation : 20,20 % ;
- taxe foncière sur les propriétés bâties : 37,50 % ;
- taxe foncière sur les propriétés non bâties : 25,73 % ;
- taxe additionnelle à la taxe foncière sur les propriétés non bâties : 0,00 % ;
- cotisation foncière des entreprises : 0,00 %.

Chiffres clés Revenus et pauvreté des ménages en 2021 : médiane en 2021 du revenu disponible, par unité de consommation : 20 540 €.

### Jumelages
- Saint-Méen, commune du Finistère.

## Population et société

### Démographie
L'évolution du nombre d'habitants est connue à travers les recensements de la population effectués dans la commune depuis 1836. Pour les communes de moins de 10 000 habitants, une enquête de recensement portant sur toute la population est réalisée tous les cinq ans, les populations de référence des années intermédiaires étant quant à elles estimées par interpolation ou extrapolation. Pour la commune, le premier recensement exhaustif entrant dans le cadre du nouveau dispositif a été réalisé en 2008.

En 2022, la commune comptait 583 habitants, en évolution de −3,8 % par rapport à 2016 (Vosges : −2,96 %, France hors Mayotte : +2,11 %).
| 1836 | 1841 | 1846 | 1856 | 1861 | 1866 | 1876 | 1881 | 1886 |
| ---- | ---- | ---- | ---- | ---- | ---- | ---- | ---- | ---- |
| 703  | 663  | 680  | 790  | 706  | 596  | 659  | 690  | 724  |

| 1891 | 1896 | 1901 | 1906 | 1911 | 1921 | 1926 | 1931 | 1936 |
| ---- | ---- | ---- | ---- | ---- | ---- | ---- | ---- | ---- |
| 729  | 678  | 700  | 643  | 609  | 610  | 651  | 587  | 621  |

| 1946 | 1954 | 1962 | 1968 | 1975 | 1982 | 1990 | 1999 | 2006 |
| ---- | ---- | ---- | ---- | ---- | ---- | ---- | ---- | ---- |
| 638  | 597  | 592  | 568  | 584  | 610  | 643  | 602  | 592  |

| 2008 | 2013 | 2018 | 2022 | - | - | - | - | - |
| ---- | ---- | ---- | ---- | - | - | - | - | - |
| 589  | 609  | 581  | 583  | - | - | - | - | - |

### Médias
Depuis le 2 septembre 2011, l'ADSL 2+ est actif grâce au NRA thiéfosse.

## Économie
Depuis 2005, l'ancienne usine de textile n'est plus en activité. À la demande de la commune de Thiéfosse, l’EPF Lorraine, à la suite d'une série d’études, a acquis le site Victor-Perrin en 2007. L'ancienne usine a été détruite en 2009 avec sa grande cheminée, pour laisser place à deux entreprises du travail du bois (charpente et agencement). Un caviste et un négociant en bois silicifiés accompagné d'un tourneur sur pierre sont installés à Thiéfosse depuis plusieurs années. D'autres professionnels du bâtiment et de l'industrie sont présents dans la commune. En 2010 s'est ouvert un petit commerce de proximité, "Sucré Salé", faisant office de dépôt de pain, journaux et épicerie, ce dernier a fermé en 2012 faute de rentabilité. En 2015 a ouvert un magasin de fabrication de pâtes artisanales, elles se vendent sur le département entier.

## Culture locale et patrimoine

### Lieux et monuments

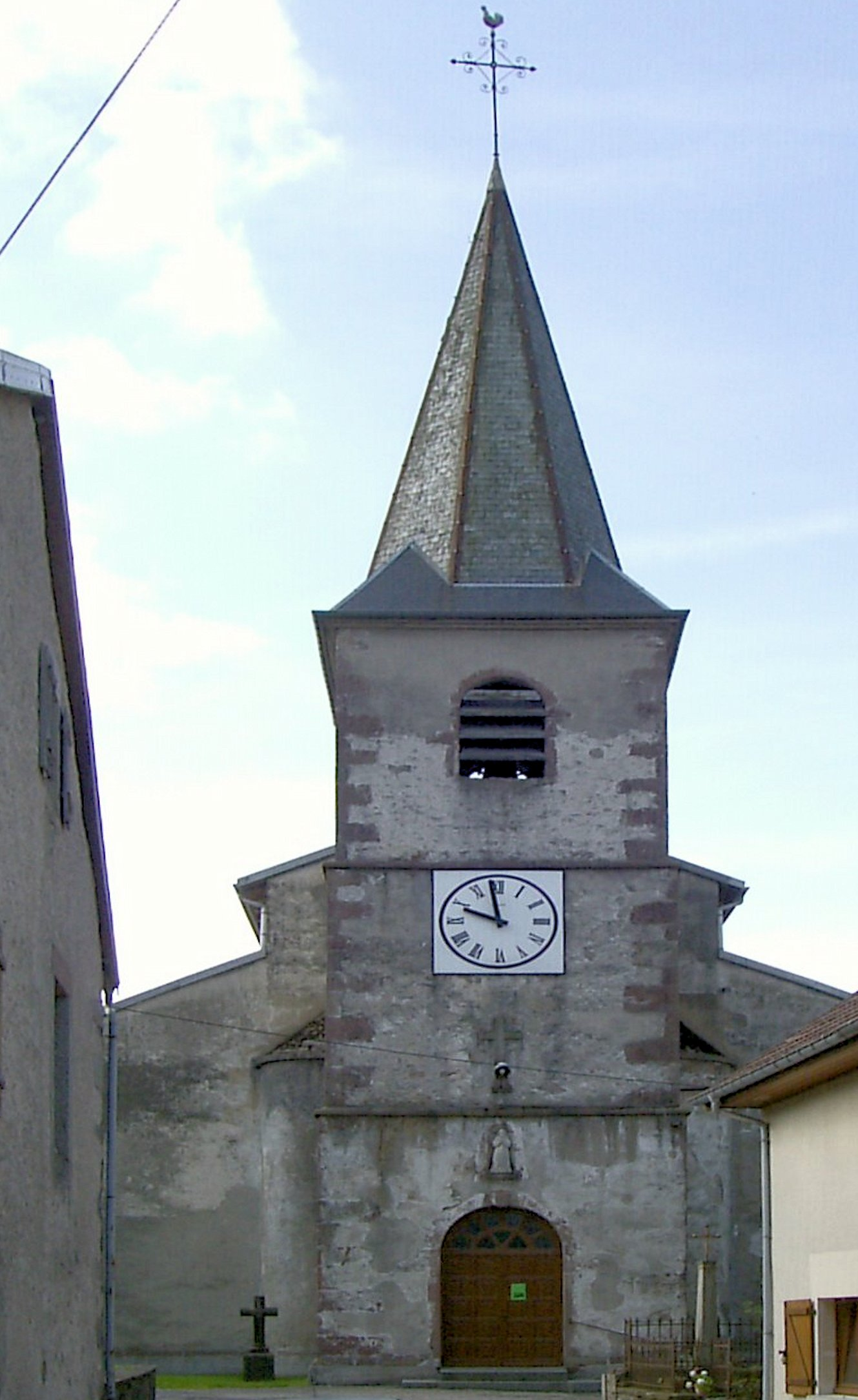
L'église Saint-Antoine.
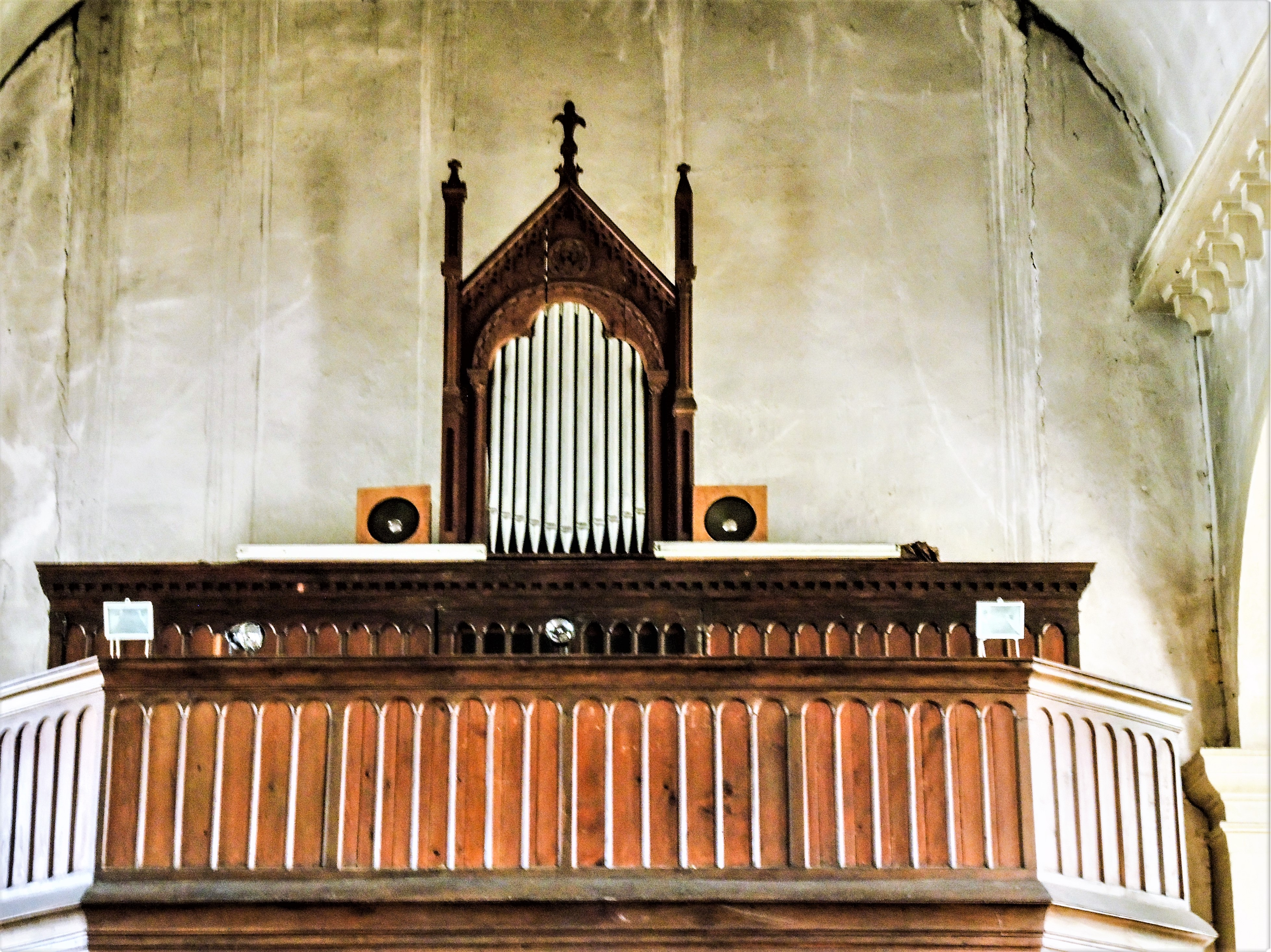
Orgue de l'église.
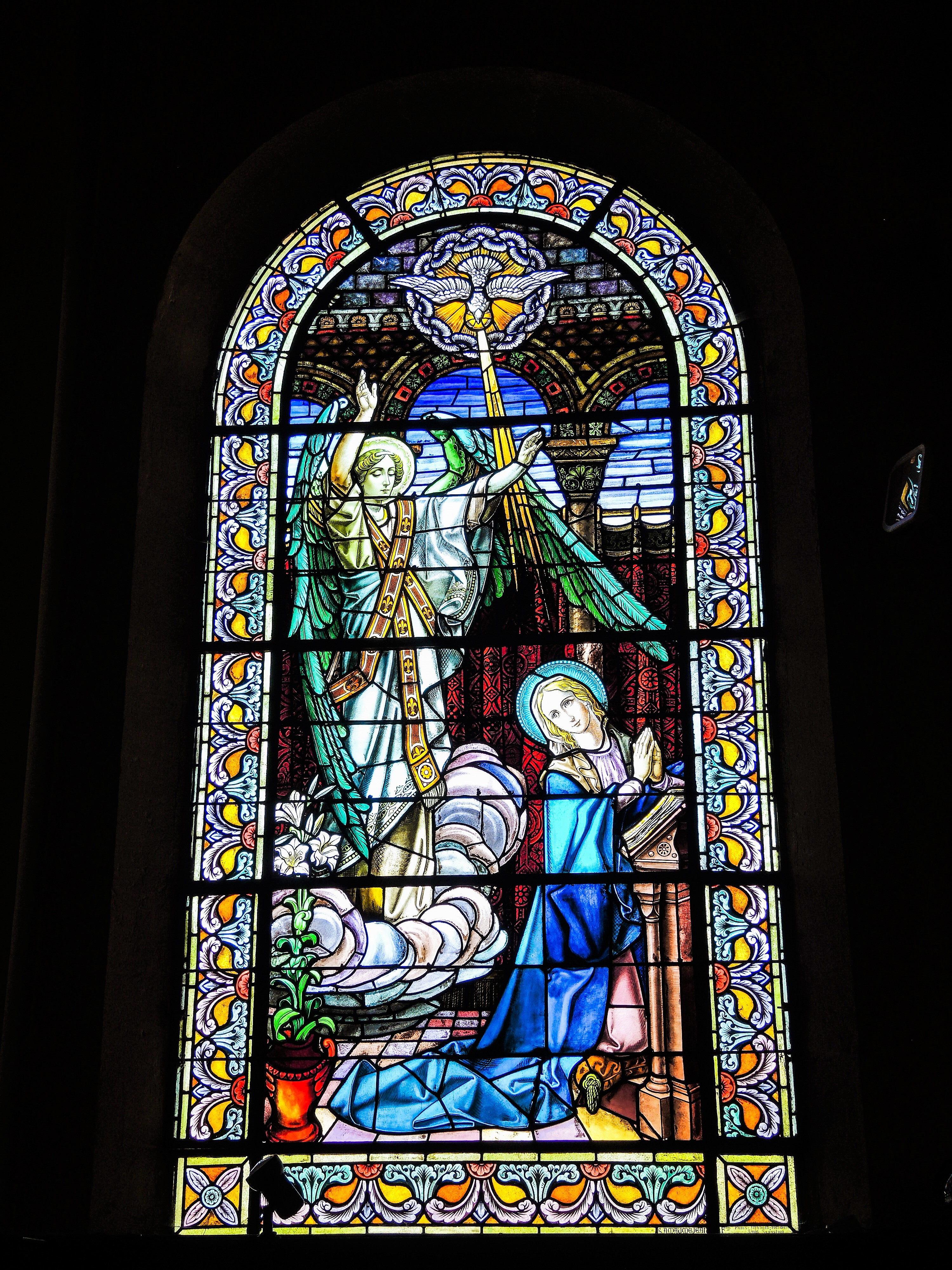
Vitrail de l'église[32].
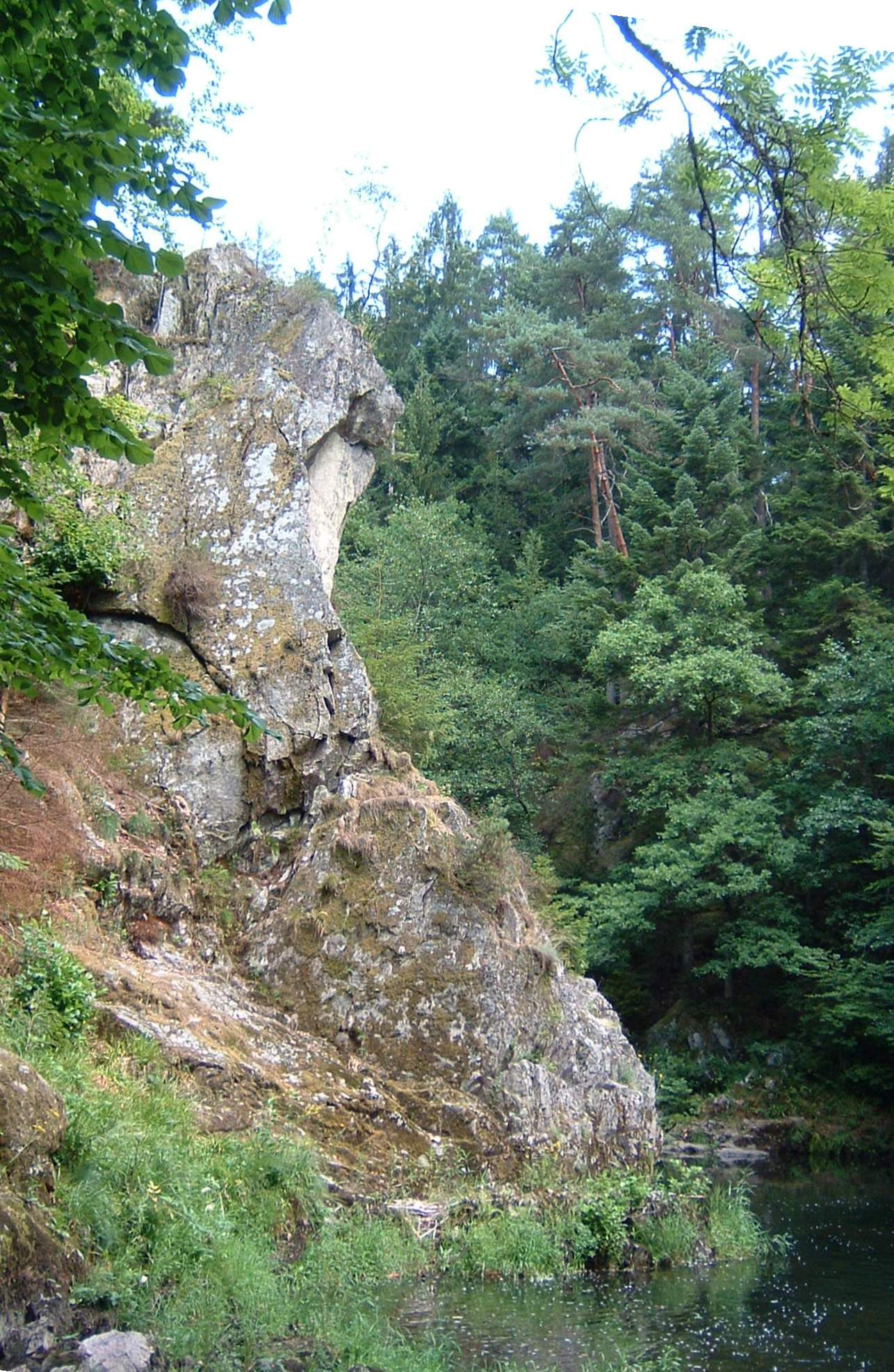
Les gorges du Crosery.

Patrimoine religieux
- Église Saint-Antoine. C’est sur l’emplacement d'une chapelle que l’église saint Antoine a été bâtie vers 1850[33],[34]. Les vitraux de l'église ont été réalisés par Gabriel Loire[35],[36].
- Monument aux morts. Conflits commémorés : Guerres 1914-1918 - 1939-1945[37].
- Les croix sur la commune[38].

Patrimoine naturel
- Les gorges du Crosery[39],[40], où la Moselotte franchit un verrou glaciaire.

### Personnalités liées à la commune
- René Grillot, journaliste[41].

### Héraldique
| Blason | Blasonnement : Écartelé : au premier de gueules à la divise ondée d'argent, à l'orgue de six tuyaux d'or brochant sur le tout, au deuxième d'or à la roue de moulin de sable, au troisième d'or au poisson d'azur posé en bande, au quatrième de gueules à la barre ondée d'argent accompagnée de deux sapins du même. Commentaires : L'eau est omniprésente sur ce blason, par la barre ondée figurant les gorges de la Moselotte, le poisson qu'on y pêche et la roue dentée de l’industrie textile. Le premier quartier porte des orgues à eau. |

## Pour approfondir